# Gastrolobium forrestii
Gastrolobium forrestii är en ärtväxtart som beskrevs av Alfred James Ewart. Gastrolobium forrestii ingår i släktet Gastrolobium och familjen ärtväxter. Inga underarter finns listade i Catalogue of Life.